# 弓步

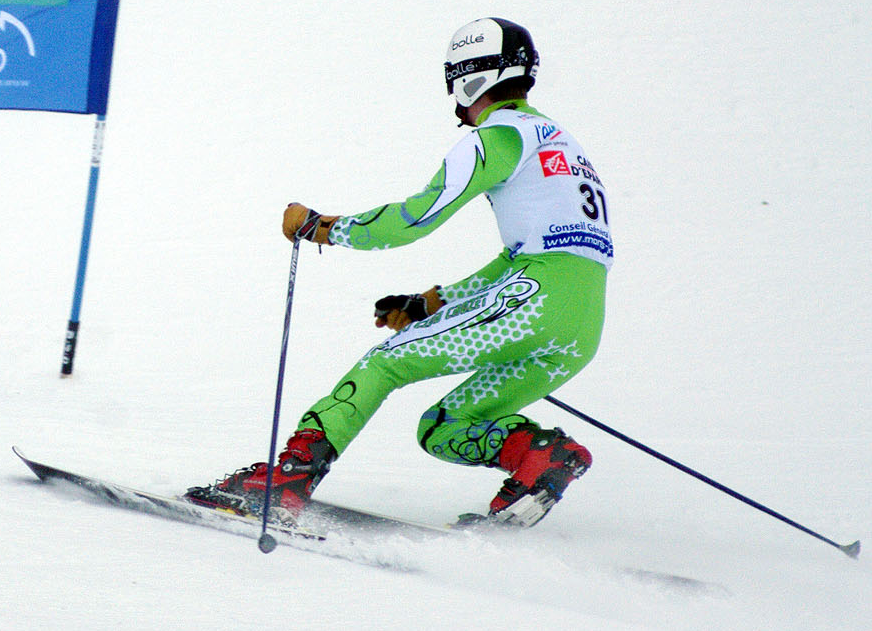
泰勒馬克滑雪

弓步，又稱弓箭步，箭步蹲或弓步蹲（英語：lunge），是雙腳平著於地面，腳拇指用力緊扣，兩腳相距一膝之地，前弓腿（膝蓋不可超過腳尖）後腿蹬（膝蓋蹬直），上身與膝蓋同一方向，保持正直，前腳尖微向內扣，心身放鬆，兩眼平視。
弓步可以鍛鍊四頭肌、臀大肌和大腿後肌。鍛鍊者可以只用自身重量，或手持啞鈴、壺鈴，或背上杠鈴原地交替左右腳重複弓步動作，或不停向前踏步作步行蹲（walking lunge）。
泰勒馬克滑雪運動員亦會做出標誌性的弓步蹲動作，致使腳底的滑雪板一前一後，以助其完成轉向。